# Galaxiidae
Famille
Les Galaxiidae sont une famille de poissons, pour la plupart d'eau douce, appartenant à la super-famille des Galaxioidea et à l'ordre des Osmeriformes et présents dans l'hémisphère sud.

## Liste des genres
Selon FishBase (13 mai 2010) :
- genre Aplochiton
- genre Brachygalaxias
- genre Galaxias
- genre Galaxiella
- genre Lovettia
- genre Neochanna
- genre Paragalaxias

## Publication originale
- Müller, 1844 : Über den Bau und die Grenzen der Ganoiden, und über das natürliche System der Fische. Physikalisch-mathematische Abhandlungen der königlichen Akademie der Wissenschaften zu Berlin, p. 117-216.